# Mar Xantal
Mar Xantal i Serret (Badalona, 8 de noviembre de 1973) es una exjugadora española de baloncesto.
Internacional en todas las categorías inferiores, debutó a la edad de 19 años con la Selección Española absoluta, y fue la integrante más joven del equipo que ganó la primera medalla de oro en el
Eurobasket de Italia 1993, convirtiéndose así en la primera badalonesa en conseguir una medalla de oro en competiciones internacionales.
En el año 2021, junto a sus compañeras de la selección de 1993, fue galardonada con la entrada en el primer Hall of Fame del Baloncesto Español.

## Trayectoria
Empezó a jugar a baloncesto a los 5 años en el Col·legi Badalonès en su ciudad natal, Badalona. Tras destacar en las competiciones locales, recibe una oferta para formar parte del Segle XXI, proyecto ideado por la Federación Española de Baloncesto con la intención de preparar a las futuras promesas nacionales para la competición de los JJ. OO. de Barcelona '92. Ello la obliga con tan solo 12 años a dejar su casa, trasladándose a la ciudad de Manresa y empezando allí su formación como persona y jugadora junto a algunas de las, con los años, jugadoras referentes del baloncesto femenino español como Carlota Castrejana, Betty Cebrian o Marina Ferragut.
Convocada por la Selección Catalana desde sus primeros años, pasó a convertirse en una fija con la Selección Española en las categorías inferiores, donde consigue numerosos títulos y reconocimientos personales. A los 19 años debuta con la Selección Española absoluta y fue parte del primer equipo español que consiguió una medalla de Oro para el baloncesto español, en el Eurobasket de Italia 1993.
Ya en su etapa profesional y tras jugar un año en el BEX (Madrid), equipo del ADO, se trasladaría a Vigo, ciudad en la que pasaría 12 años como jugadora, pasando sus primeros 6 años en el CB Vigo y los siguientes 6 en el Real Club Celta Indepo, llegando a ser su capitana y equipo con el que logró dos Liga Femenina y una Copa de la Reina, así como numerosos galardones personales, entre los que destaca el de "Mejor deportista gallega del año 1993". Posteriormente continuó su carrera jugando un año en el CB. Ciudad de Burgos, para luego pasar los cuatro siguientes en el Club Baloncesto Islas Canarias, club con el que volvió a la selección española, quedando terceras en el Eurobasket de Turquía 2005.
Tras 21 años de carrera profesional y tras pasar sus tres últimos en el CB Pío XII de Santiago de Compostela en LF2, se retiró de la práctica activa en el verano de 2010. Fue internacional absoluta un total de 45 veces con la Selección Española.

## Clubes
- 1979-1986: Col·legi Badalonès, Badalona
- 1986-1989: Segle XXI, Barcelona
- 1989-1990: BEX ADO, Madrid
- 1990-1996: CB Vigo, Vigo
- 1996-2002: Real Club Celta Zorka Vigo
- 2002-2003: Club Baloncesto Ciudad de Burgos, Burgos
- 2003-2007: Club Baloncesto Islas Canarias, Gran Canaria
- 2007-2010: CB Pio XII, Santiago De Compostela

### Palmarés
- 2 Liga Femenina con el Real Club Celta Indepo, en las temporadas 1998-1999 y 1999-2000.
- 1 Copa de la Reina con el Real Club Celta Indepo, en la temporada 2000-2001.
- 6 Copa Galicia de Baloncesto, con el Real Club Celta Indepo consecutivas desde la temporada 1996-97 hasta la 2001-02.

## Selección nacional

### Categoría Absoluta
- Eurobasket 1993 ( Italia)
- Eurobasket 2005 ( Turquía)
- Juegos Mediterráneos de 1993 ( Languedoc-Rosellón)

### Categorías inferiores
- 1.º Puesto Campeonato de España Cadete con la Selección Catalana, 1987.
- 4.º Puesto Campeonato de Europa Cadete. Rumania, 1989.
- 5.º Puesto Campeonato Europeo Junior. Grecia, 1992.
- 4   Medallas De Oro en Juegos Del Mediterráneo Junior.
- 2   Medallas De Oro en Torneo Seis Naciones.